# الجبانة (ردانع)

تعديل مصدري - تعديل

الجبانة محلة تابعة لقرية ردانع، التابعة لعزلة شوائط بمديرية ذي السفال إحدى مديريات محافظة إب في الجمهورية اليمنية، بلغ تعداد سكانها 40 حسب تعداد اليمن لعام 2004.